# Sparalepis
Sparalepis è un genere estinto di pesci ossei, vissuto nel Siluriano superiore (Ludlow, circa 423 milioni di anni fa); i suoi resti fossili sono stati ritrovati in Cina. La specie tipo (e l'unica nota finora) è Sparalepis tingi.

## Descrizione
Il genere Sparalepis è noto per fossili parziali comprendenti parte dello scheletro postcranico. Sparalepis mostra somiglianze con Guiyu e Psarolepis, incluso un cinto pettorale dotato di spine e un cinto pelvico dermico simile a quella dei placodermi, una struttura identificata solo recentemente negli osteitti primitivi. Le scaglie, spesse e rombiche, condividono una somiglianza morfologica generale con quella di Psarolepis. Tuttavia, le scaglie laterali anteriori di Sparalepis possiedono un sistema di interconnessione insolito, con rigonfiamenti ventrali che si incastrano in concavità dorsali sulle superfici esterne.
Si suppone che l'esemplare fosse lungo circa 30 centimetri.

## Classificazione
Sparalepis tingi venne descritto per la prima volta nel 2017, sulla base di resti fossili ritrovati nella zona di Qujing, nello Yunnan, in terreni risalenti al Siluriano superiore (Ludlow) di circa 423 milioni di anni fa. 
Un'analisi filogenetica colloca Sparalepis all'interno di un cluster precedentemente identificato di sarcotterigi basali, tra cui Guiyu, Psarolepis e Achoania.

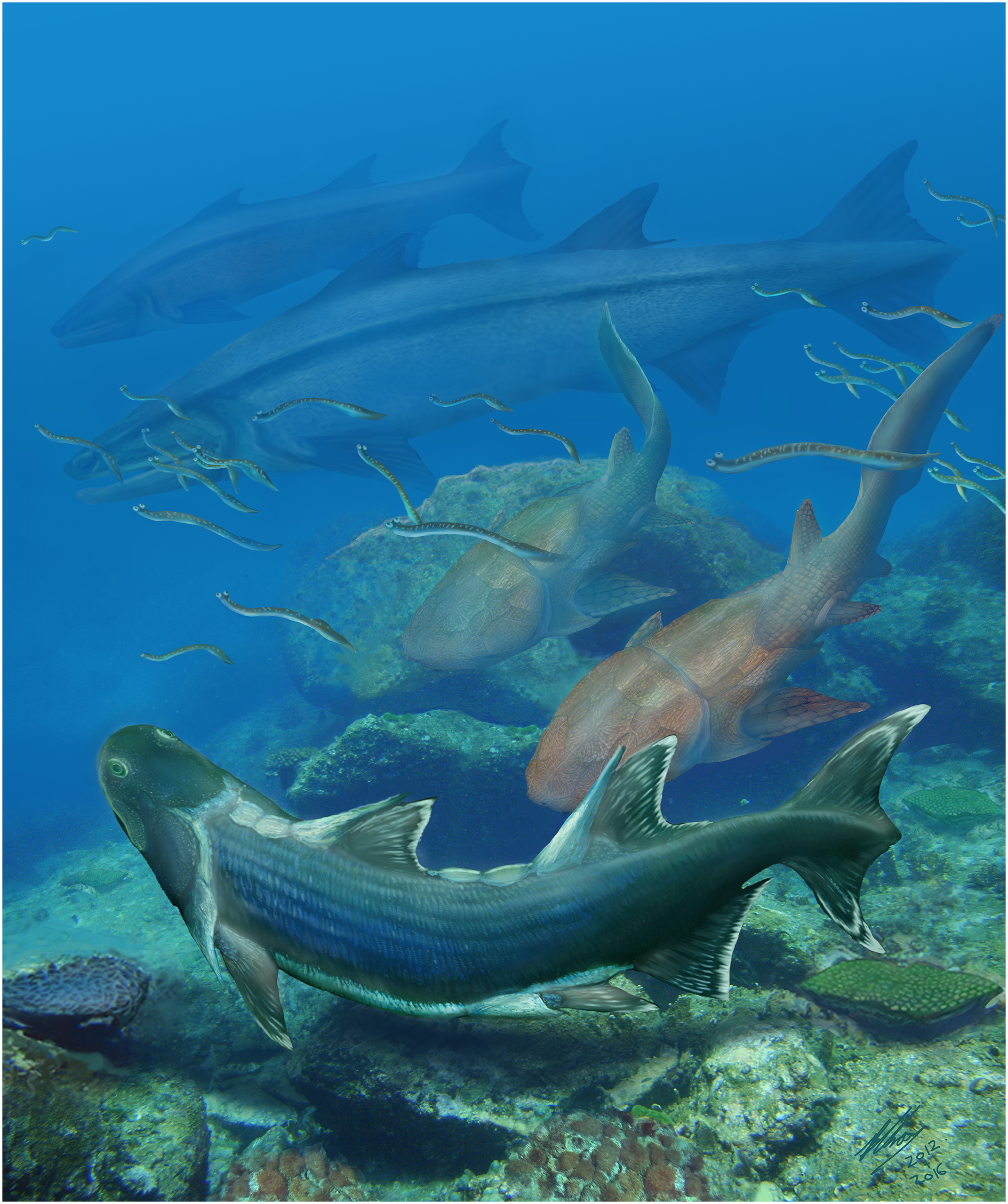
Ricostruzione di Sparalepis nel suo ambiente (in primo piano); sono presenti anche i placodermi arcaici Entelognathus e, sullo sfondo, il grande pesce osseo Megamastax.

## Significato dei fossili
L'elevata diversità di osteitti riscontrata nel Ludlow dello Yunnan contrasta fortemente con altre associazioni di vertebrati del Siluriano, suggerendo che il blocco della Cina meridionale potrebbe essere stato un centro precoce di diversificazione per i primi gnatostomi, ben prima dell'avvento del "Periodo dei Pesci" del Devoniano.